# Conferencias interaliadas de la Segunda Guerra Mundial
Esta es una lista de las conferencias interaliadas de la Segunda Guerra Mundial. Los nombres de las conferencias en negrita indican las conferencias en las que estuvieron presentes los líderes de los Estados Unidos, el Reino Unido y la Unión Soviética. Para conocer el contexto histórico, consulte historia diplomática de la Segunda Guerra Mundial.
| Nombre (nombre en clave)                                            | Ciudad           | País                              | Fechas                                        | Principales participantes | Conclusiones |
| ------------------------------------------------------------------- | ---------------- | --------------------------------- | --------------------------------------------- | --- | --- |
| Conferencia británico-estadounidense (ABC-1)                        | Washington D. C. | Estados Unidos                    | 29 de enero - 27 de marzo de 1941             | Personal militar estadounidense, británico y canadiense                                                                              | Establecer el acuerdo de planificación básico para que los EE. UU. entren en la guerra. |
| Primera reunión interaliada                                         | Londres          | Reino Unido                       | 12 de junio de 1941                           | Representantes de Reino Unido, 4 dominios, la Francia Libre y los 8 gobiernos Aliados en el exilio.                                  | Declaración del Palacio de St. James. |
| Conferencia del Atlántico (RIVIERA)                                 | Océano Atlántico | Dominio de Terranova              | 9 al 12 de agosto de 1941                     | Churchill y Roosevelt | Carta del Atlántico; propuesta para una conferencia de ayuda soviética. |
| Segunda reunión interaliada                                         | Londres          | Reino Unido                       | 24 de septiembre de 1941                      | Eden, Maisky, Cassin, y representantes de los 8 gobiernos Aliados en el exilio.                                                      | Adhesión de todos los Aliados a los principios de la Carta del Atlántico. |
| Conferencia de Moscú (CAVIAR)                                       | Moscú            | Unión Soviética                   | 29 de septiembre - 1 de octubre de 1941       | Stalin, Harriman, Beaverbrook, Mólotov                                                                                               | Ayuda aliada a la Unión Soviética. |
| Primera Conferencia de Washington (ARCADIA)                         | Washington D. C. | Estados Unidos                    | 22 de diciembre de 1941 - 14 de enero de 1942 | Churchill, Roosevelt | Europa primero, Declaración de las Naciones Unidas. |
| Conferencia interaliada, Palacio de St. James                       | Londres          | Reino Unido                       | 14 de enero de 1942                           | Sikorski, representantes de Polonia, Bélgica, Grecia, Checoslovaquia, Países Bajos, Noruega, Yugoslavia, Francia Libre y Luxemburgo. | Declaración de cuatro puntos sobre el castigo de los nazis responsables de las atrocidades cometidas contra la población civil. |
| Segunda Conferencia de Washington(ARGONAUTA)                        | Washington D. C. | Estados Unidos                    | 20 al 25 de junio de 1942                     | Churchill, Roosevelt | Dar prioridad a la apertura de un segundo frente en el norte de África, posponer la invasión a través del canal de la Mancha. |
| Segunda Conferencia de Claridge                                     | Londres          | Reino Unido                       | 20 al 26 de julio de 1942                     | Churchill, Harry Hopkins | Sustituye la Operación Torch, la invasión del norte de África francés, por el refuerzo estadounidense de la campaña del Desierto Occidental. |
| Conferencia de Moscú (BRAZALETE)                                    | Moscú            | Unión Soviética                   | 12 al 17 de agosto de 1942                    | Churchill, Stalin, Harriman | Debate las razones de la Operación Torch en lugar de la invasión a través del canal de la Mancha, el pacto anglo-soviético sobre información e intercambios tecnológicos. |
| Conferencia de Cherchell                                            | Cherchell        | Argelia francesa                  | 21 y 22 de octubre de 1942                    | Clark, oficiales de la Francia de Vichy, incluyendo a Mast                                                                           | Una conferencia clandestina antes del desembarco de la Antorcha, en la que algunos comandantes franceses de Vichy acordaron no resistir los desembarcos aliados en Marruecos y Argelia. |
| Conferencia de Casablanca (SÍMBOLO)                                 | Casablanca       | Protectorado francés de Marruecos | 14 al 24 de enero de 1943                     | Churchill, Roosevelt, de Gaulle, Giraud                                                                                              | Planificar la campaña italiana, planificar la invasión a través del Canal de la Mancha en 1944, exigir la "rendición incondicional" del Eje, alentar la unidad de las autoridades francesas en Londres y Argel.                                                                               |
| Conferencia del río Potenji                                         | Natal            | Brasil                            | 28 y 29 de enero de 1943                      | Roosevelt, Vargas | Creación de la Fuerza Expedicionaria Brasileña |
| Conferencia de Adana                                                | Yenice           | Turquía                           | 30 y 31 de enero de 1943                      | Churchill, İnönü | La participación de Turquía en la guerra. |
| Conferencia de las Bermudas                                         | Hamilton         | Bandera de Bermudas               | 19 al 30 de abril de 1943                     | Delegaciones estadounidenses y británicas encabezadas por separado por Harold W. Dodds y Richard Law                                 | Se discuten los refugiados judíos liberados por las fuerzas aliadas y los que aún se encuentran en la Europa ocupada por los nazis. No se elevan las cuotas de inmigración de EE. UU. y no se levanta la prohibición británica de que los judíos busquen refugio en la Palestina del Mandato. |
| Tercera Conferencia de Washington (TRIDENTE)                        | Washington D. C. | Estados Unidos                    | 12 al 25 de mayo de 1943                      | Churchill, Roosevelt, Marshall | Planificación de la campaña italiana, aumente los ataques aéreos en Alemania, aumente la guerra en el Pacífico. |
| Primera Conferencia de Quebec (CUADRANTE)                           | Quebec           | Bermudas                          | 17 al 24 de agosto de 1943                    | Churchill, Roosevelt, King | Día D fijado para 1944, reorganización del Comando del Sudeste Asiático, Acuerdo secreto de Quebec para limitar el intercambio de información sobre energía nuclear. |
| Conferencia de Moscú                                                | Moscú            | Unión Soviética                   | 18 de octubre - 11 de noviembre de 1943       | Ministros de Asuntos Exteriores Hull, Eden, Mólotov, Fu; y Stalin                                                                    | Declaración de Moscú. |
| Conferencia de El Cairo (SEXTANTE)                                  | El Cairo         | Reino de Egipto                   | 23 al 26 de noviembre de 1943                 | Churchill, Roosevelt, Chiang | Declaración de El Cairo para el Asia de posguerra. |
| Conferencia de Teherán (EUREKA)                                     | Teherán          | Persia                            | 28 de noviembre - 1 de diciembre de 1943      | Churchill, Roosevelt, Stalin | Primera reunión de los 3 Grandes, planificar la estrategia final para la guerra contra la Alemania nazi y sus aliados, fijar fecha para la Operación Overlord. |
| Segunda Conferencia de El Cairo                                     | El Cairo         | Reino de Egipto                   | 4 al 6 de diciembre de 1943                   | Churchill, Roosevelt, İnönü | Acuerdo para completar las bases aéreas aliadas en Turquía, posponer la Operación Anakim contra Japón en Birmania. |
| Conferencia de Primeros Ministros de la Commonwealth de 1944        | Londres          | Reino Unido                       | 1 al 16 de mayo de 1944                       | Churchill, Curtin, Fraser, King, y Smuts                                                                                             | Los líderes de la Commonwealth británica apoyan la Declaración de Moscú y llegan a un acuerdo con respecto a sus respectivos roles en el esfuerzo de guerra general de los Aliados. |
| Conferencia de Bretton Woods                                        | Bretton Woods    | Estados Unidos                    | 1 al 15 de julio de 1944                      | Representantes de 44 naciones | Establecimiento del Fondo Monetario Internacional y el Banco Internacional de Reconstrucción y Fomento. |
| Conferencia de Dumbarton Oaks                                       | Washington D. C. | Estados Unidos                    | 21 al 29 de agosto de 1944                    | Cadogan, Gromyko, Stettinius, y Koo                                                                                                  | Acuerdo para establecer las Naciones Unidas. |
| Segunda Conferencia de Quebec (OCTÁGONO)                            | Quebec           | Canadá                            | 12 al 16 de septiembre de 1944                | Churchill, Roosevelt | Plan Morgenthau para la Alemania de posguerra, otros planes de guerra, Acuerdo de Hyde Park. |
| Conferencia de Moscú (TOLSTOY)                                      | Moscú            | Unión Soviética                   | 9 al 18 de octubre de 1944                    | Churchill, Stalin, Molotov, Eden | Establecimiento de esferas de influencia de la posguerra en Europa del Este y la península de los Balcanes. |
| Conferencia de Malta (ARGONAUTA y CRICKET)                          | Floriana         | Malta Británica                   | 30 de enero - 2 de febrero de 1945            | Churchill, Roosevelt | Preparación para Yalta. |
| Conferencia de Yalta (ARGONAUTA y MAGNETO)                          | Yalta            | Unión Soviética                   | 4 al 11 de febrero de 1945                    | Churchill, Roosevelt, Stalin | Planes finales para la derrota de Alemania, planes de la Europa de la posguerra, fecha fijada para la Conferencia de las Naciones Unidas, condiciones para la entrada de la Unión Soviética en la guerra contra Japón.                                                                        |
| Conferencia de las Naciones Unidas sobre Organización Internacional | San Francisco    | Estados Unidos                    | 25 de abril - 26 de junio de 1945             | Representantes de 50 naciones | Carta de las Naciones Unidas. |
| Conferencia de Potsdam (TERMINAL)                                   | Potsdam          | Alemania ocupada                  | 17 de julio - 2 de agosto de 1945             | Stalin, Truman, Attlee, Churchill (in part, until election defeat of the Conservative Party)                                         | Declaración de Potsdam exigiendo la rendición incondicional de Japón, Acuerdo de Potsdam sobre política para Alemania. |

En total, Churchill asistió a 16,5 reuniones, Roosevelt a 12 y Stalin a 7.
Para algunas de las principales reuniones de conferencias en tiempos de guerra que involucraron a Roosevelt y más tarde a Truman, los nombres en clave eran palabras que incluían un prefijo numérico correspondiente al número ordinal de la conferencia en la serie de tales conferencias. La tercera conferencia fue TRIDENT, la cuarta conferencia fue CUADRANTE, la sexta conferencia fue SEXTANTE y la octava conferencia fue OCTÁGONO. La última conferencia en tiempo de guerra se llamó TERMINAL.

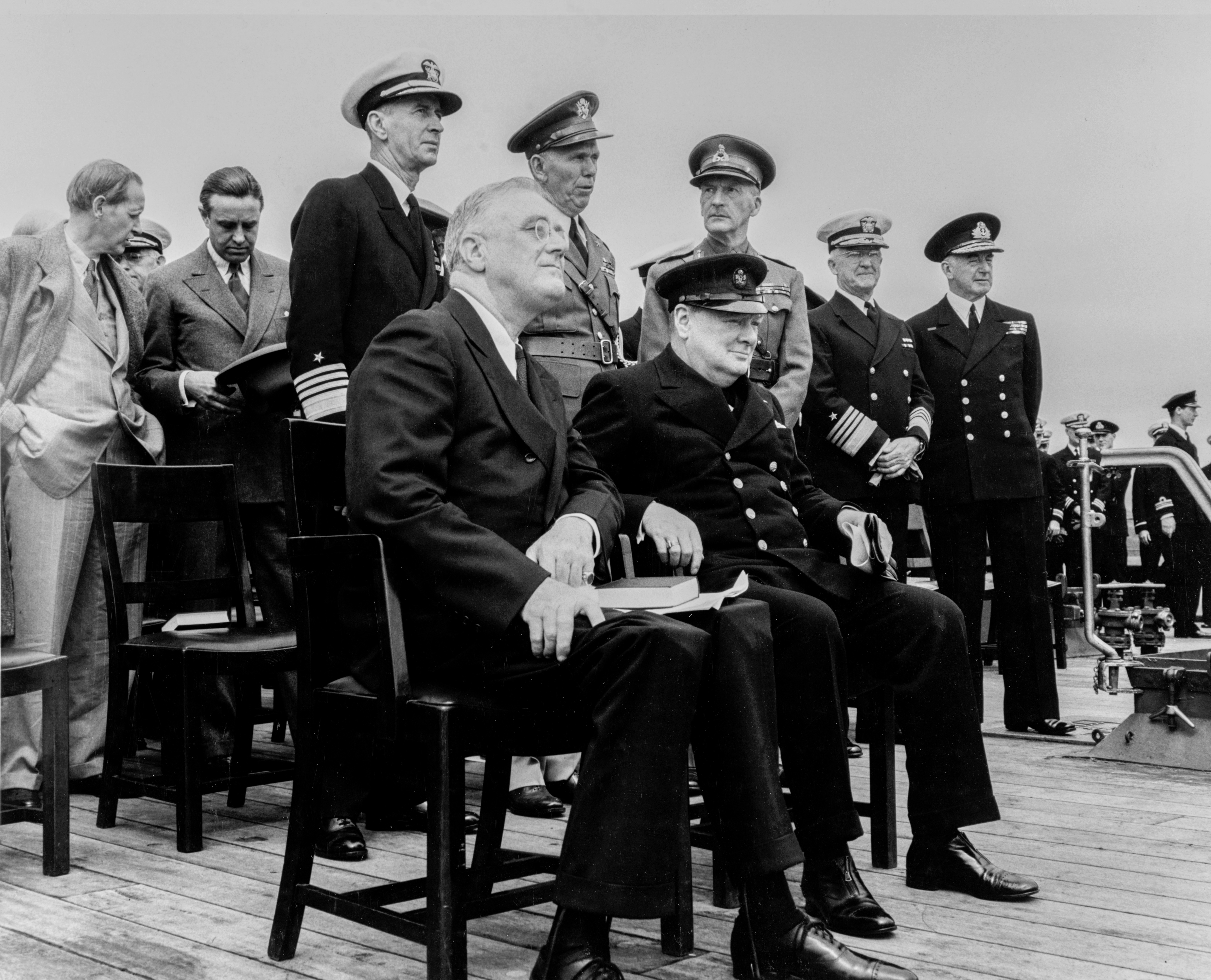
Conferencia Atlántica, Océano Atlántico, Dominio de Terranova, 1941.
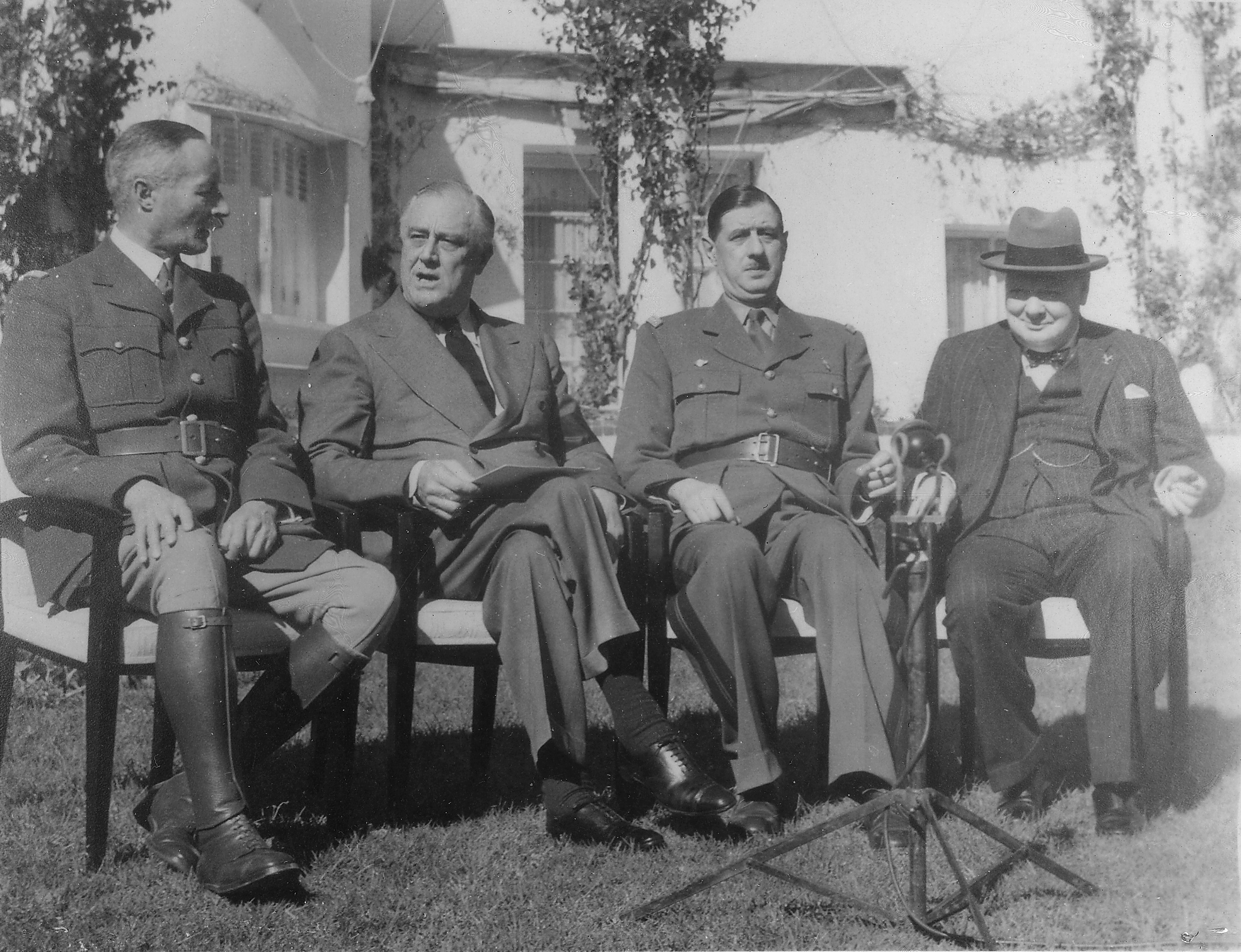
Conferencia de Casablanca, Casablanca, Marruecos, 1943.
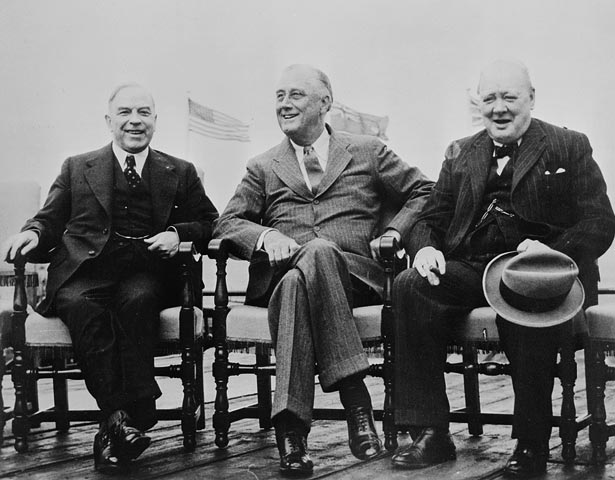
Primera Conferencia de Quebec, Ciudad de Quebec, Canadá, 1943.
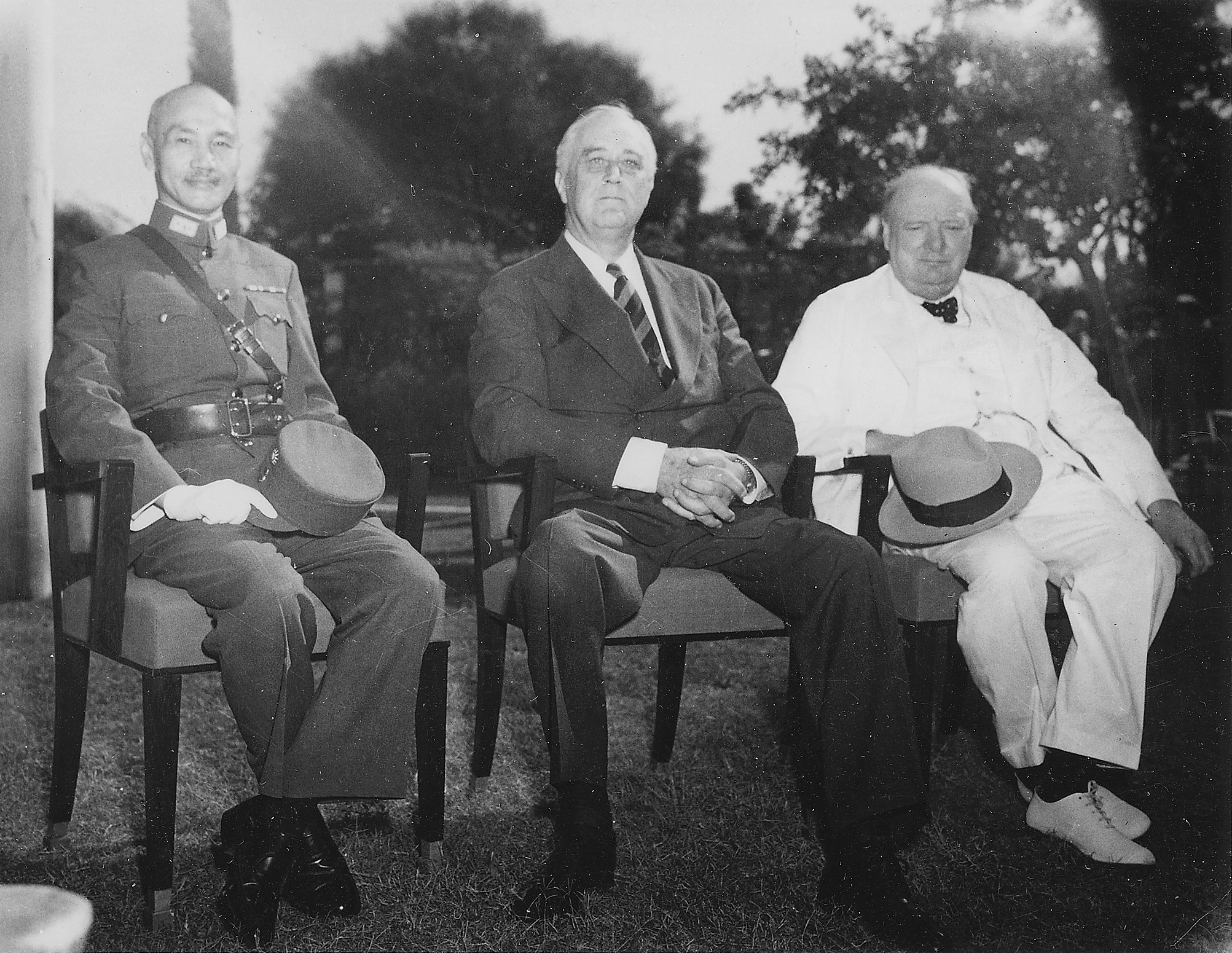
Conferencia de El Cairo, El Cairo, Egipto, 1943.
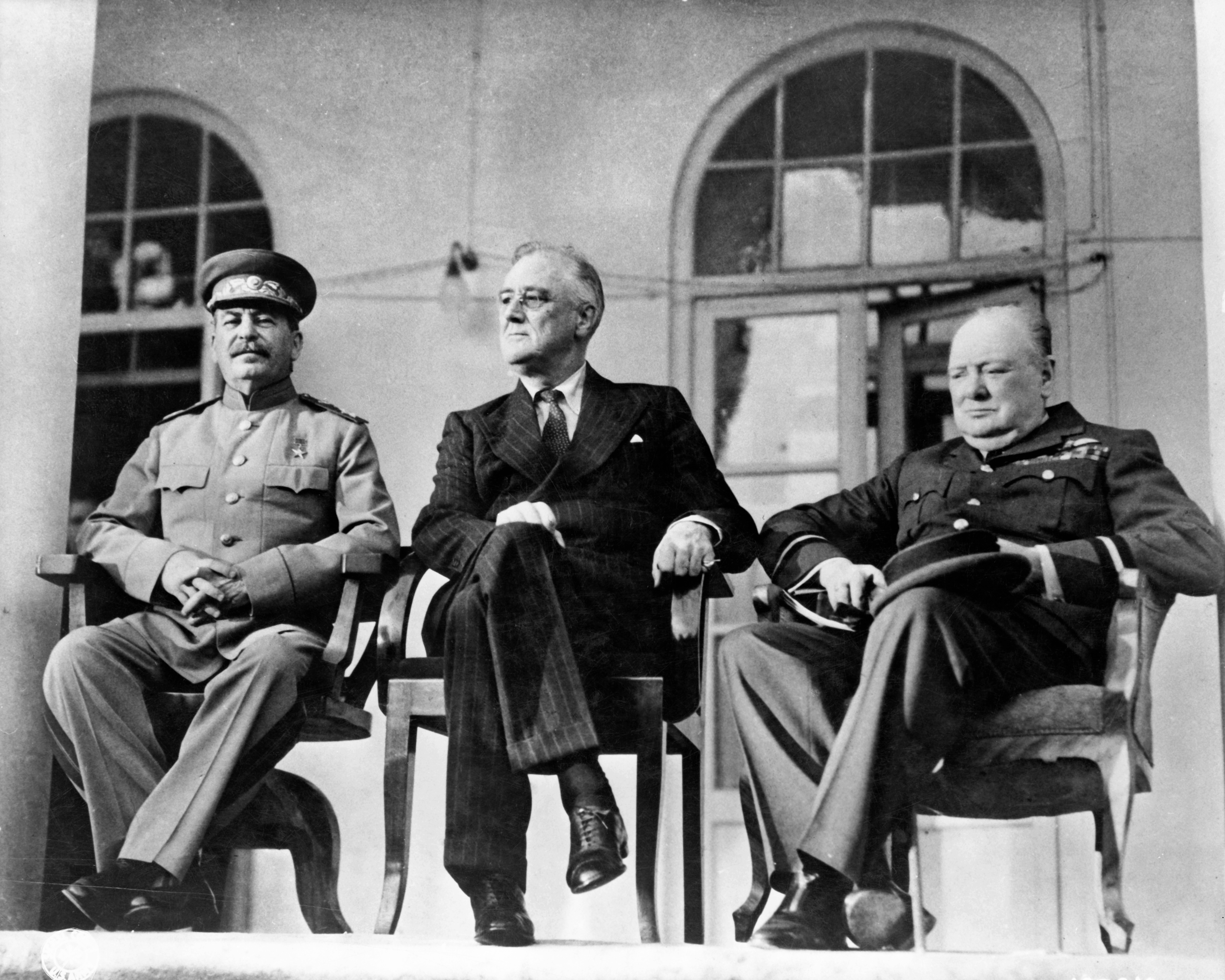
Conferencia de Teherán, Teherán, Irán, 1943.
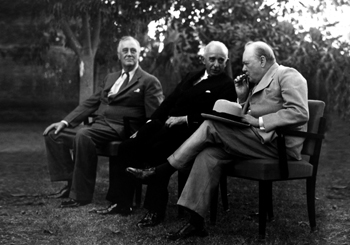
Segunda Conferencia de El Cairo, El Cairo, Egipto, 1943.
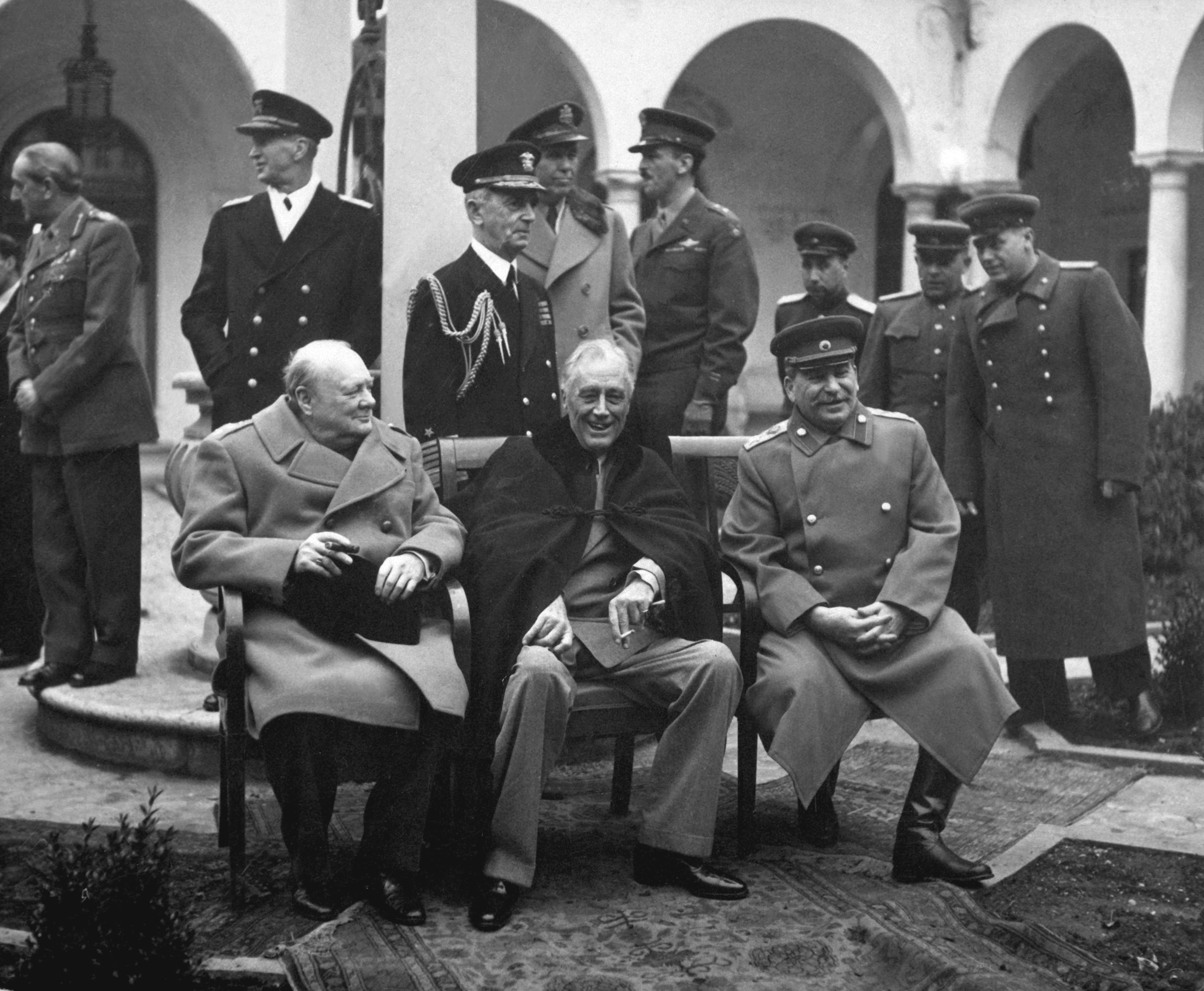
Conferencia de Yalta, Yalta, URSS, 1945.
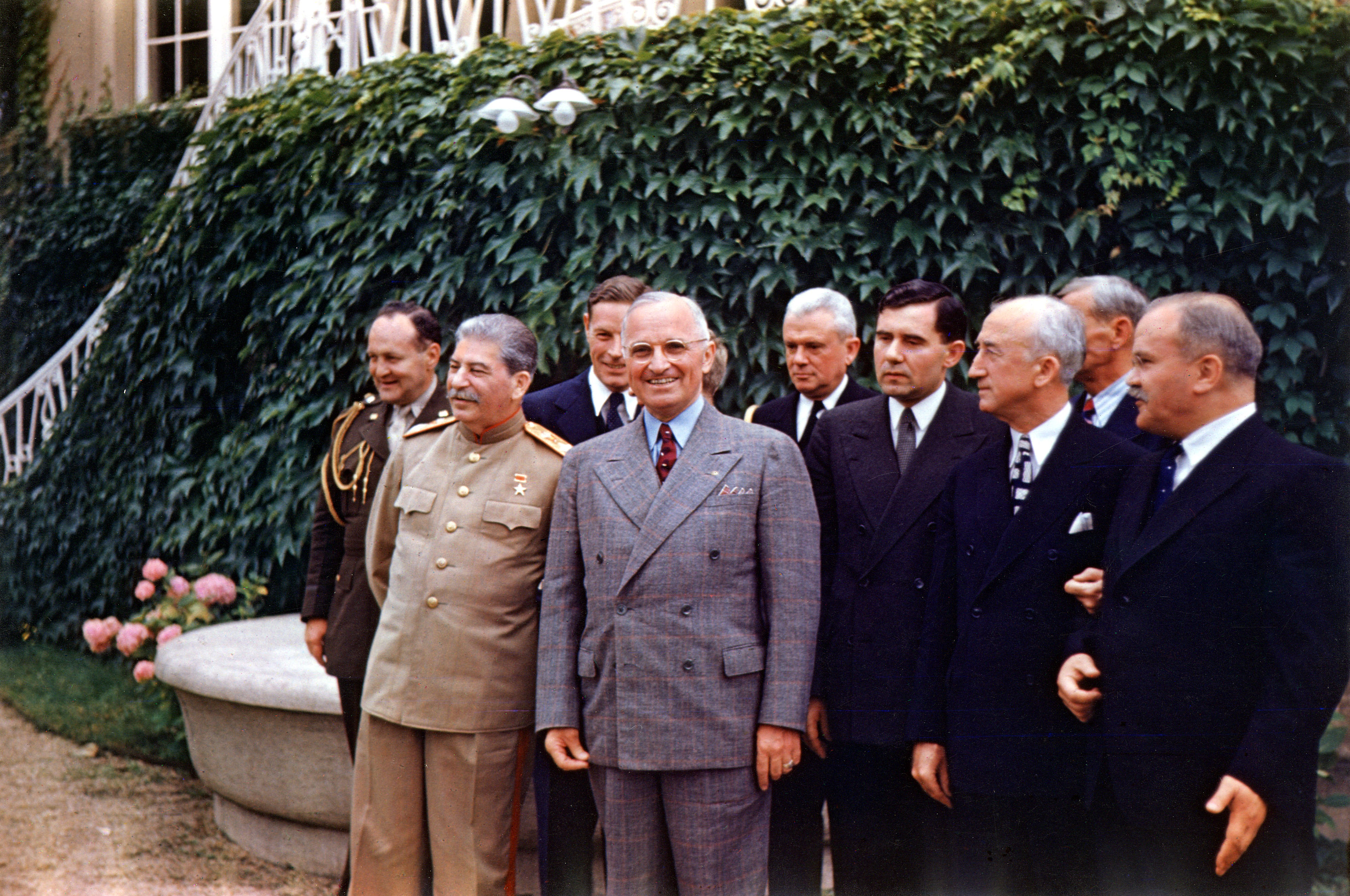
Conferencia de Potsdam, Potsdam, Alemania, 1945.